# 水銀整流器
水銀整流器（すいぎんせいりゅうき）とは、ガラス管または鉄製容器の中に封入した水銀と炭素電極間のアーク放電で整流を行なう整流器である。

## 概要
1つの陰極に対し1 - 6n個の陽極を封入し、複数陽極では多相半波整流を行う。封止構造の他、大型のものは水銀拡散ポンプと回転ポンプを使う2段真空ポンプ方式で動作した。逆弧事故が起こりやすく、温度、真空度、エイジングなど微妙な管理を要した。陰極が液体のため、鉄道車両向けの車載用としては走行振動でアークが不安定になりやすかった。
ゲート電極付きのものは、位相制御による電圧調整や逆接続で回生電力を交流側に送り返すことができる。ガラス封止の多陽極式水銀整流器は、その形状から通称「タコ」と呼ばれた。

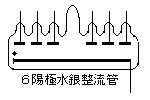
6陽極水銀整流管略図例

単極水銀整流器のうちで、アーク点弧の方法によりイグナイトロンとエキサイトロンが開発され、車載用として真空ポンプを使わない封じ切り方式が追求された。イグナイトロンは、陰極水銀プール内に浸したイグナイタと呼ぶ耐熱高抵抗点弧子に交流電圧をかけることによりアークを発生させるのに対し、エキサイトロンは、起動時にフイゴ式の水銀噴射ポンプで励弧極に陰極の水銀を噴射してアークを発生させる方式で、そのアーク放電は励弧極の存在で高速運転の振動下においても、励弧極を付けなかった車載イグナイトロンより安定していた。

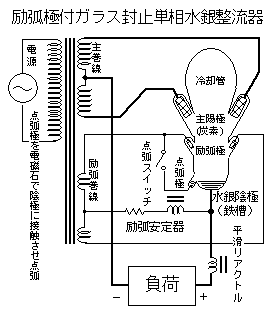
2陽極励弧極付水銀整流管略図例

整流回路としては、主に1陰極多陽極構造なので多相半波整流方式となり、三相交流の整流では各相のセンタータップ式両波整流に相間リアクトルを付して電流の流通角を増加させトランスの容量低下を抑える、実質6相式の相間リアクトル付2重星形結線が標準となった。更に大電力用としては、3相Y結線とΔ結線の30度の位相差を利用し、Y-Δそれぞれで相間リアクトル付2重星形結線による整流を行い、それを直列または並列に重畳してリップル（脈動成分）の周波数を2倍に、脈動電圧を4分の1以下にする12相式整流回路を採用している。電気鉄道では脈動分で通信障害を起こすことがあるため、フィルターを設けて障害低減を図っている（回路図参照：直流電化#整流回路）。

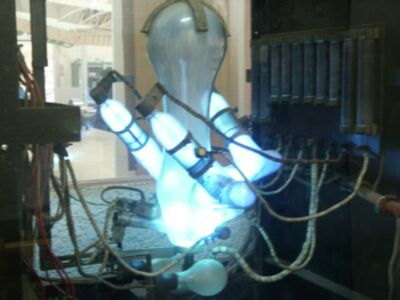
育英高専の水銀整流器(2003年11月2日撮影)

1970年代まで、主に大電力の業務用（電気鉄道の直流変電所、交流電気機関車等）に使用されてきた。運転管理と保守に難があるため、大電力用シリコンダイオードなどの半導体素子が開発されて以降は業務用としては使われなくなったが、ゲート制御機能によりインバータ動作も可能であるなどの利点があり、実験装置としては今日でも小規模ながら需要がある。
なお、日本電池（現GSユアサ）が水銀灯などの放電ランプを開発・製造しているのは、同社が以前、島津製作所のX線撮影装置向けに直流電源装置を納入していたことに関係する。初期は回転変流機という、同期電動機で接点を回転切替する構造の直流電源装置を納入していたが、水銀整流器の生産開始に伴い、直流電源装置をこれに切り替えたことが技術的基盤となっている。
　使用されていないことが多いが、現在でも工業高校に現存することがある。コンデンサにPCBが用いられている場合、抜き取られていてそのままでは動作しない。

## 注意
使用時には水銀蒸気が励起される事により紫外線が発生する為、直視する事は目に悪影響を及ぼす可能性がある。また、鉄製の真空ポンプを用いる形式は水銀蒸気による汚染の可能性がある。運転中に容器が破損した場合、水銀が広範囲に拡散する可能性がある。